# Mare Serenitatis
Mare Serenitatis (Mar da Serenidade) é um mar lunar de 674 km de diâmetro. O Mare Serenitatis formou-se na época nectárica, e o material em torno do mare é da época ímbrica inferior. O material do mare é da época ímbrica superior. A característica mais evidente desse mar é a cratera Posidonius, localizada no lado Nordeste da sua borda.